# Comblanchien
Comblanchien est une commune française située dans le département de la Côte-d'Or en région Bourgogne-Franche-Comté.

## Géographie
La commune est célèbre pour ses carrières de pierre d'où l'on extrait un calcaire compact de teinte beige (appartenant à l'étage du Bathonien) et de dureté comparable à celle du marbre. Ce matériau fut notamment utilisé pour la construction de l'Opéra de Paris. Il est appelé comblanchien en référence au village.

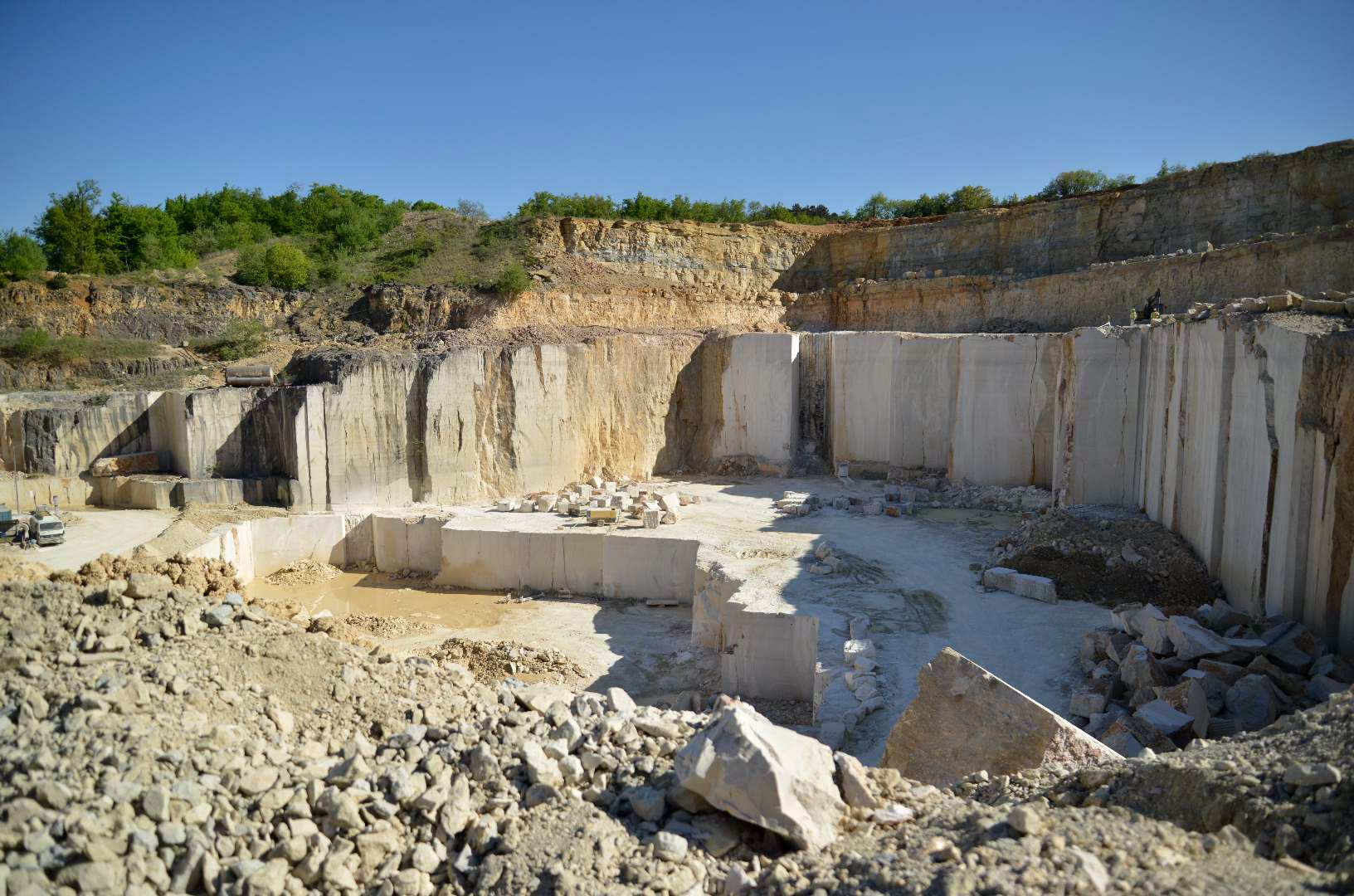
Carrière à Comblanchien.

### Climat
Pour des articles plus généraux, voir Climat de la Bourgogne-Franche-Comté et Climat de la Côte-d'Or.
En 2010, le climat de la commune est de type climat océanique dégradé des plaines du Centre et du Nord, selon une étude du Centre national de la recherche scientifique s'appuyant sur une série de données couvrant la période 1971-2000. En 2020, Météo-France publie une typologie des climats de la France métropolitaine dans laquelle la commune est dans une zone de transition entre le climat océanique altéré et le climat océanique altéré et est dans la région climatique  Bourgogne, vallée de la Saône, caractérisée par un bon ensoleillement (1 900 h/an), un été chaud (18,5 °C), un air sec au printemps et en été et des vents faibles. 
Pour la période 1971-2000, la température annuelle moyenne est de 11,1 °C, avec une amplitude thermique annuelle de 17,9 °C. Le cumul annuel moyen de précipitations est de 762 mm, avec 11,1 jours de précipitations en janvier et 7,2 jours en juillet. Pour la période 1991-2020, la température moyenne annuelle observée sur la station météorologique de Météo-France la plus proche, « Savigny Les Bea », sur la commune de Savigny-lès-Beaune à 9 km à vol d'oiseau, est de 11,9 °C et le cumul annuel moyen de précipitations est de 752,9 mm,. Pour l'avenir, les paramètres climatiques de la commune estimés pour 2050 selon différents scénarios d'émission de gaz à effet de serre sont consultables sur un site dédié publié par Météo-France en novembre 2022.

## Urbanisme

### Typologie
Au 1er janvier 2024, Comblanchien est catégorisée bourg rural, selon la nouvelle grille communale de densité à 7 niveaux définie par l'Insee en 2022.
Elle est située hors unité urbaine. Par ailleurs la commune fait partie de l'aire d'attraction de Dijon, dont elle est une commune de la couronne,. Cette aire, qui regroupe 333 communes, est catégorisée dans les aires de 200 000 à moins de 700 000 habitants,.

### Occupation des sols
L'occupation des sols de la commune, telle qu'elle ressort de la base de données européenne d’occupation biophysique des sols Corine Land Cover (CLC), est marquée par l'importance des territoires agricoles (48 % en 2018), en augmentation par rapport à 1990 (43,8 %). La répartition détaillée en 2018 est la suivante : 
terres arables (28,1 %), mines, décharges et chantiers (24,2 %), cultures permanentes (19,9 %), forêts (14,7 %), zones urbanisées (13,1 %). L'évolution de l’occupation des sols de la commune et de ses infrastructures peut être observée sur les différentes représentations cartographiques du territoire : la carte de Cassini (XVIIIe siècle), la carte d'état-major (1820-1866) et les cartes ou photos aériennes de l'IGN pour la période actuelle (1950 à aujourd'hui).

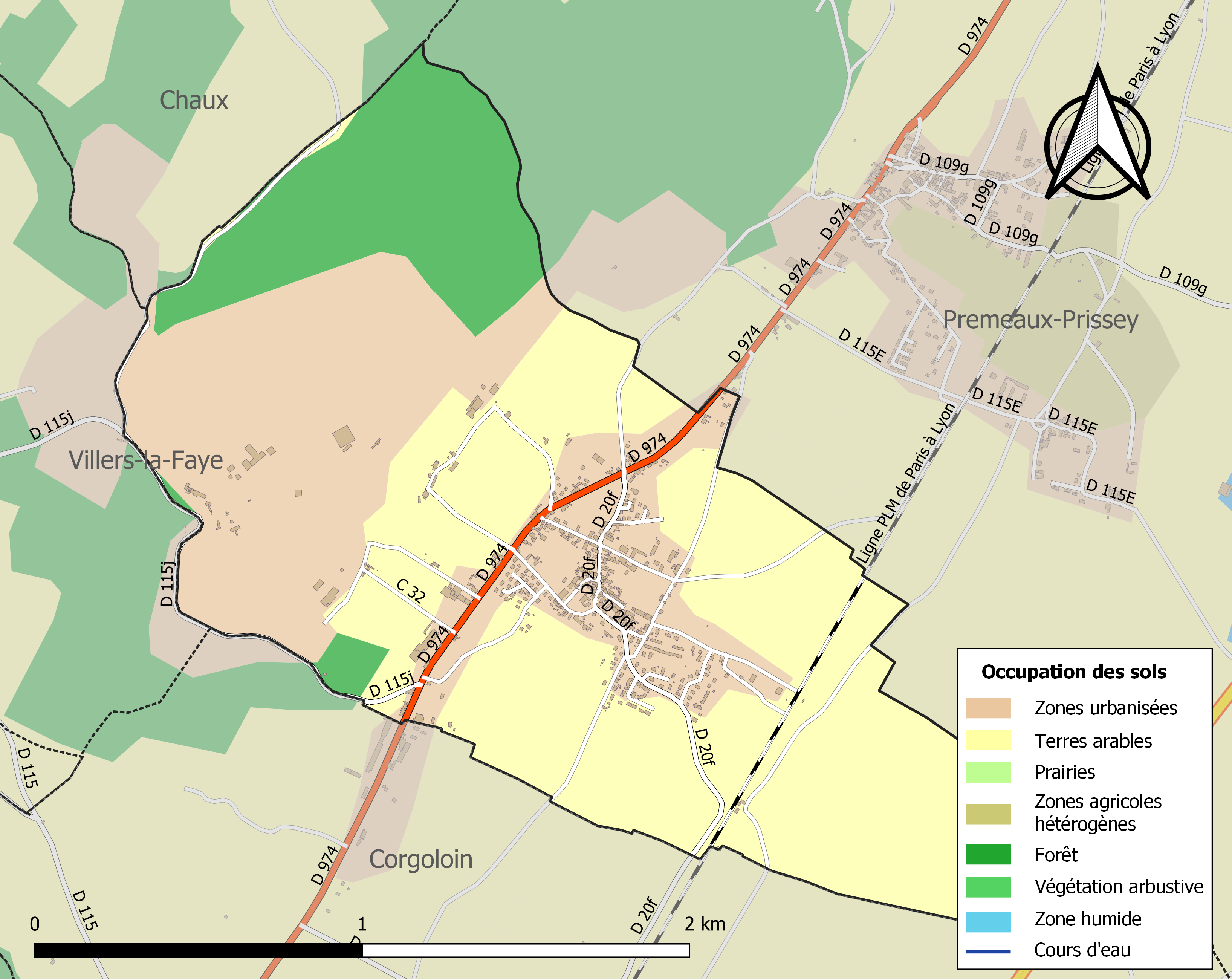
Carte des infrastructures et de l'occupation des sols de la commune en 2018 (CLC).

## Toponymie
Le nom de Comblanchien serait un dérivé de « la combe aux chiens », lieu de chasse des ducs de Bourgogne. Mais l'hypothèse la plus plausible est celle remontant à la première trace écrite, en 874 : Curtis Bunciana, du nom d'une femme à l'époque mérovingienne. Bunciana est devenue la Dame Blanche.

## Histoire
La commune s'est distinguée dans la résistance durant la Seconde Guerre mondiale. Dans la nuit du 21 au 22 août 1944, Comblanchien devint un village martyr : 52 maisons brûlées et 8 habitants sur 530 sont tués et 9 hommes déportés. Les troupes ayant pratiqué ce massacre étaient dans un train sur lequel des coups de feu ont été tirés, et ont cru à une attaque de Résistants. La commune a obtenu la Croix de guerre avec l'étoile de vermeil.

## Politique et administration
| Période                                  | Période  | Identité            | Étiquette | Qualité |
| ---------------------------------------- | -------- | ------------------- | --------- | ------- |
| avant 1981                               | ?        | Jean-Pierre Bougaud | DVG       |         |
| mars 2001                                | 2014     | Pierre Blondan      | PS        |         |
| 2014                                     | En cours | Didier Toubin       |           |         |
| Les données manquantes sont à compléter. |          |                     |           |         |

## Démographie
L'évolution du nombre d'habitants est connue à travers les recensements de la population effectués dans la commune depuis 1793. Pour les communes de moins de 10 000 habitants, une enquête de recensement portant sur toute la population est réalisée tous les cinq ans, les populations de référence des années intermédiaires étant quant à elles estimées par interpolation ou extrapolation. Pour la commune, le premier recensement exhaustif entrant dans le cadre du nouveau dispositif a été réalisé en 2008.

En 2022, la commune comptait 604 habitants, en évolution de −6,93 % par rapport à 2016 (Côte-d'Or : +0,82 %, France hors Mayotte : +2,11 %).
| 1793 | 1800 | 1806 | 1821 | 1831 | 1836 | 1841 | 1846 | 1851 |
| ---- | ---- | ---- | ---- | ---- | ---- | ---- | ---- | ---- |
| 120  | 212  | 211  | 216  | 252  | 261  | 226  | 253  | 250  |

| 1856 | 1861 | 1866 | 1872 | 1876 | 1881 | 1886 | 1891 | 1896 |
| ---- | ---- | ---- | ---- | ---- | ---- | ---- | ---- | ---- |
| 261  | 284  | 301  | 317  | 351  | 402  | 530  | 538  | 555  |

| 1901 | 1906 | 1911 | 1921 | 1926 | 1931 | 1936 | 1946 | 1954 |
| ---- | ---- | ---- | ---- | ---- | ---- | ---- | ---- | ---- |
| 635  | 690  | 630  | 518  | 524  | 741  | 520  | 430  | 478  |

| 1962 | 1968 | 1975 | 1982 | 1990 | 1999 | 2006 | 2008 | 2013 |
| ---- | ---- | ---- | ---- | ---- | ---- | ---- | ---- | ---- |
| 586  | 679  | 641  | 572  | 540  | 633  | 678  | 691  | 677  |

| 2018 | 2022 | - | - | - | - | - | - | - |
| ---- | ---- | - | - | - | - | - | - | - |
| 625  | 604  | - | - | - | - | - | - | - |

Le gentilé de Comblanchien est Blancurtien et Blancurtienne.

## Culture locale et patrimoine

### Héraldique
| Blason | Blasonnement : Écartelé : au 1er d'argent à la rose de gueules, au 2e et au 3e d'orangé, maçonné de sable de sept carreaux, au 4e d'argent au cep de vigne de sinople, fruité d'azur, l'échalas de sable. |